# Хавиксбекк
Ха́виксбекк (нем. Havixbeck) — коммуна в Германии, в земле Северный Рейн-Вестфалия.
Подчиняется административному округу Мюнстер. Входит в состав района Косфельд.  Население составляет 11 801 человек (на 31 декабря 2010 года). Занимает площадь 52,99 км².
Коммуна подразделяется на 2 сельских округа.

## География
Хавиксбекк расположен на окраине Бамберга. К западу от города вытекает родник Мюнстерше, который, пройдя Мюнстер, сливается в реку Эмс близ Гревена.
Хавиксбекк граничит с Альтенберг (район Штайнфурт), Зенденом, Ноттюльном и Биллербеком (район Коэсфельд).

## История
В 1938 году на территории города были проведены археологические раскопки, в результате которых была обнаружена часть диабаза, относящаяся к 2000 году до н. э.
Около 790 года франки построили на нынешней территории города двор, служивший для управления. К этому времени на северо-восточном склоне деревьев уже появились сельскохозяйственные поселения. Самые ранние письменные упоминания о местности относятся к IX-XI векам.
Около 900 года Хавиксбекк, принадлежащий к тому времени Биллербеку, был возведен в самостоятельный приход. В 1137 году Хавиксбекк был впервые упомянут как Хауэскесбекк в дарственной грамоте мюнстерского епископа Вернера к соборной главе.
Произошедшие в 1559 году и 1690 годах пожары оказали отрицательное воздействие на экономику города. Сгоревший в 1729 году школьный двор Хавиксбекк был перестроен в 1734 году.
В 1816 году Хавиксбек стал частью вновь образованного округа Коесфельд, но уже в 1832 году в рамках административной реорганизации вошел в округ Мюнстер. В 1841 году Хавиксбекк был присоединен к муниципалитету. Только 15 мая 1955 года Хавиксбекк получил обратно статус самостоятельной общины. 
В 2020 году мэром города был избран Йорн Мельтген (Альянс 90-Зеленые).

## Экономика
Экономика Хавиксбекка состоит в основном из малых и средних предприятий, расположенных в основном в двух крупных промышленных районах.

## Достопримечательности

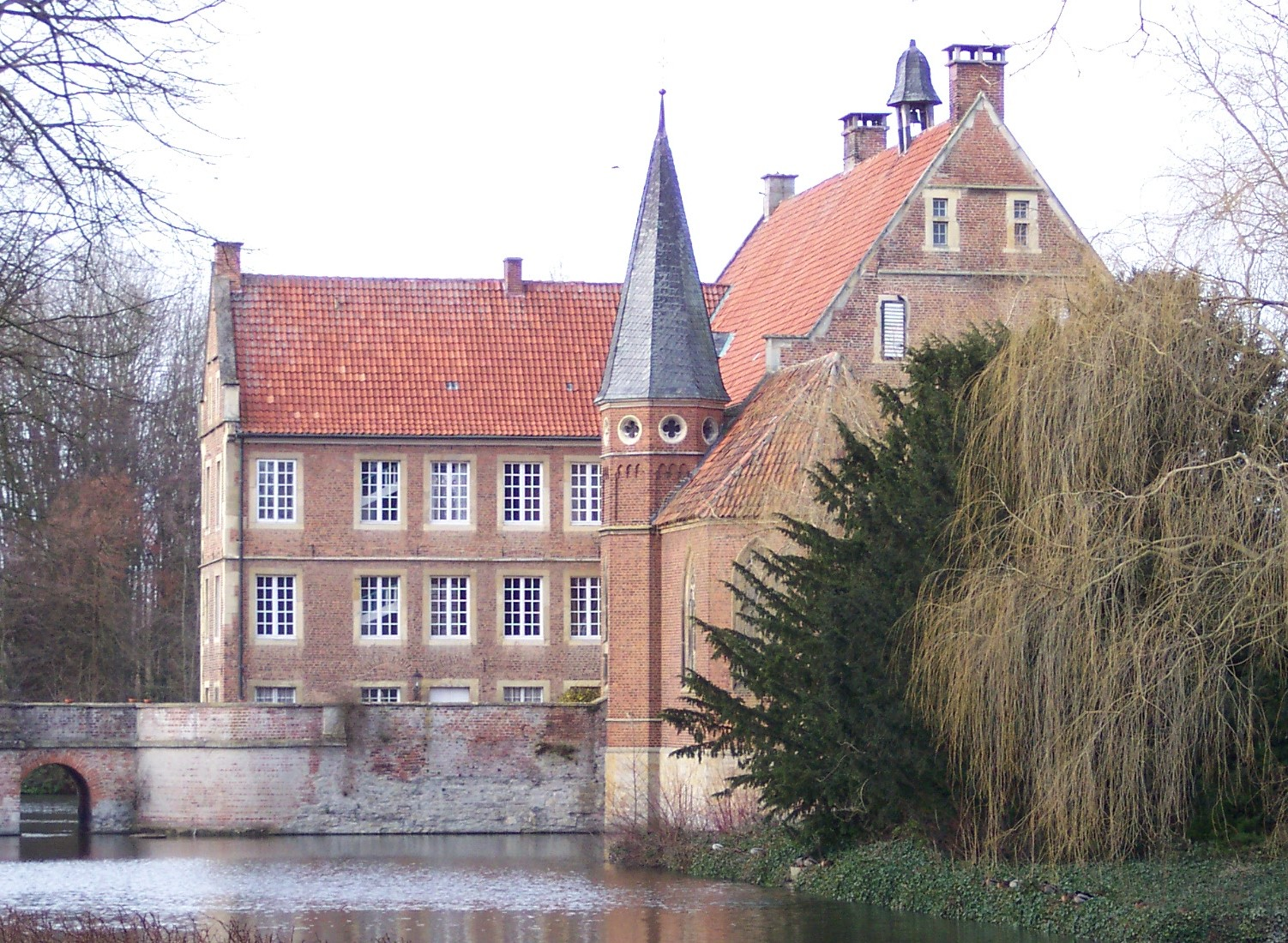
Хафиксбек

В приходской церкви Святого Георгия, бывшей монастырской церкви, есть рельеф распятия периода около 1530-1540 годов, а также эпитафия настоятельницы Ричмонда Варендорпа (1503), созданные скульптором Иоганном Брабендером из Мюнстера. 
В центре города ворота и церковь Святого Дионисия являются свидетелями средневековья. На арке до сих пор видны следы боя 12 апреля 1587 года.

В настоящее время в Хавиксбекке есть три музея регионального значения. 

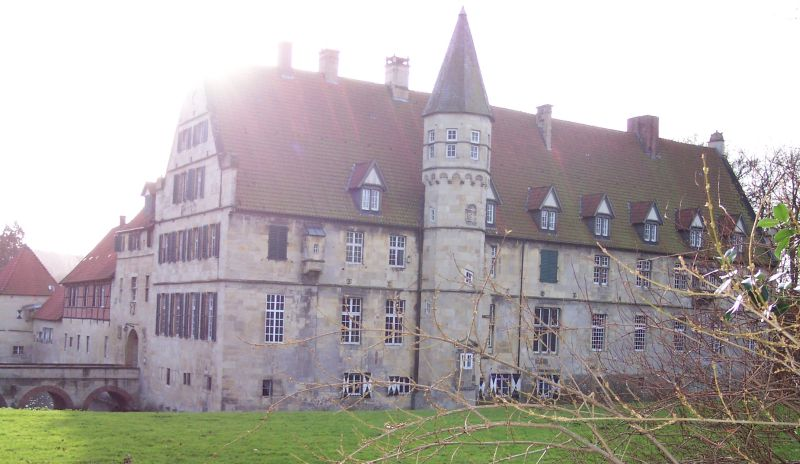
Хафиксбек